# Aussos
Aussos är en kommun i departementet Gers i regionen Occitanien i sydvästra Frankrike. Kommunen ligger i kantonen Masseube som tillhör arrondissementet Mirande. År 2022 hade Aussos 64 invånare.

## Befolkningsutveckling
Antalet invånare i kommunen Aussos
Referens:INSEE